# 伦敦 (俄亥俄州)
伦敦（London）是美国俄亥俄州麦迪逊县一个城市，是麦迪逊县的县城，位于俄亥俄州首府哥伦布西南约40公里。伦敦作为县城成立于1811年。 2010年人口普查时人口为9,904人。 美国邮政编码是43140。

## 历史
在19世纪10年代初期，村庄规划不久之后，社区成立了美以美会教堂。 这个会众在1820年建立了一个小原木教堂，现在被称为第一联合卫理会教会; 这是伦敦的第一个教堂。 在二十世纪初期，教会增加了储存母乳的设施，以维持其经营的孤儿院。